# Isla Jabal al-Tair
La Isla Jabal al-Tair (Jebel Teir, Jabal al-Tayr, Jazirat at-Tair; árabe: جزيرة الطائر Jazīrah aṭ-Ṭāʼīr; literalmente, Isla de la Montaña de Pájaro) es una isla circular abrupta y volcánica ubicada en el mar Rojo, territorio de Yemen, y a mitad de camino entre este país y Eritrea, coordenadas 15°32′24″N 41°49′48″E / 15.54000, 41.83000. Desde 1966 se mantienen dos torres vigías y una pequeña unidad militar.

## Geografía
La isla tiene forma oval, aproximadamente de 3 km de largo. Cuenta con 3.99 km² de superficie. Se ubica a 115 km de Yemen y unos 150 de Eritrea. La isla yemení más próxima es Kamaran; las Islas Farasan, de Arabia Saudita se encuentran al noreste.
La isla comprende el estratovolcán basáltico Jabal al-Tair (Montaña Tair; en árabe: جبل الطائر Jabal aṭ-Ṭāʼīr) que se alza 1.200 m desde el fondo marino por debajo de la superficie del mar Rojo y 244 m sobre la superficie hasta el cráter. El volcán se consideraba "recientemente extinto" desde 1982. Era el volcán del Holoceno conocido más al norte del mar Rojo, con un solo respiradero, Jebel Duchan. Se sitúa en la zona volcánica y geológicamente activa de la región próxima a la frontera divergente entre la Placa Africana y la Placa arábiga.
La isla no dispone de recursos acuíferos propios. Tampoco existe población estable, más allá de algunos pescadores y la pequeña unidad militar que allí se estableció.

## Historia

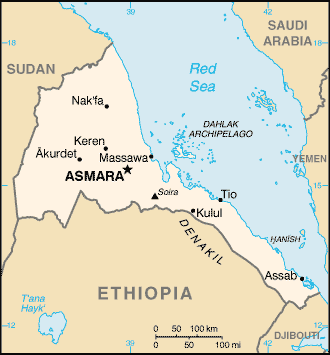
La isla situada en el mar Rojo, en la costa este de Eritrea.

En el pasado, la isla, antiguamente conocida como Saiban, fue un importante punto de navegación para las embarcaciones que cruzaban la zona y se convirtió en lugar de parada para navíos de pequeño transporte. Históricamente, el Imperio otomano controló las islas del mar Rojo y otorgó a las compañías colonizadoras francesas la concesión de un faro. Los británicos ocuparon la isla en 1915, pero la soberanía quedó indeterminada. Tras un tiempo de colaboración franco-británica para mantener el faro, este pasó a manos del Reino Unido y, después, a Yemen.
La soberanía del territorio mantuvo durante mucho tiempo una disputa entre Etiopía, Eritrea y Yemen. En 1962 se firmó un acuerdo por el que los faros serían mantenidos por los consignadores de buques. En 1973, Yemen notificó a Etiopía su intención de realizar un estudio aéreo; Etiopía manifestó más tarde que no reconocía dueño de las mismas. La disputa, después de la independencia de Eritrea de Etiopía, dio lugar a la crisis de las islas Hanish en 1995 que se solventó por la Corte Permanente de Arbitraje de La Haya atribuyendo algunas islas a Eritrea y otras a Yemen.
Yemen ha mantenido una pequeña base militar desde entonces, con dos torres de vigilancia.

## Erupción de 2007
El volcán inició una erupción a las 7.00 (hora local) del 30 de septiembre de 2007, lanzando lava que llegó a alcanzar el mar. Se informó que 29 militares yemeníes fueron evacuados de la isla poco después de la erupción, y otros 8 se daban por desaparecidos, cuando al mismo tiempo se habían recuperado varios cuerpos del agua. En total, las autoridades confirmaron el fallecimiento de diez militares, cuatro quemados y seis encontrados en el mar.
Las autoridades yemeníes reclamaron la ayuda de una formación naval de la OTAN que estaba en la zona, siendo el buque de la Marina de Canadá, HMCS Toronto el que realizó labores de búsqueda junto con los guardacostas.
Se registraron tres terremotos, el mayor de ellos de 4,3 grados en la escala de Richter, días antes de la erupción. La última erupción se había registrado en 1883.